# إدي دوغرتي
إدي دوغرتي (بالإنجليزية: Eddie Dougherty)‏ هو عازف جاز أمريكي، ولد في 17 يوليو 1915 في نيويورك في الولايات المتحدة، وتوفي بنفس المكان في 14 ديسمبر 1994.

## وصلات خارجية
- إدي دوغرتي على موقع ميوزك برينز (الإنجليزية)
- إدي دوغرتي على موقع أول ميوزيك (الإنجليزية)
- إدي دوغرتي على موقع ديسكوغز (الإنجليزية)